# Janina Macierzewska
Janina Macierzewska, z domu Batycka, I voto Sakra (ur. 21 marca 1908 w Warszawie, zm. 1998) – powieściopisarka polska.

## Życiorys
Córka Kazimierza Batyckiego (kowala) i Marianny ze Strzemińskich (rolniczki), od 1914 mieszkała w Korytowie pod Żyrardowem, gdzie rodzice nabyli gospodarstwo rolnicze. W 1927 ukończyła prywatne Gimnazjum Humanistyczne Joanny Motylińskiej w Żyrardowie; pracowała jako urzędniczka w biurze Spółdzielni Spożywców w Grodzisku Mazowieckim, potem w firmie Worohicz w Warszawie. W 1931 wyszła po raz pierwszy za mąż (za mechanika Kazimierza Sakrę, zmarłego w 1936) i rok później przeniosła się do Kielc. Tam była m.in. instruktorem przysposobienia spółdzielczego w Zakładach Wytwórczych „Społem” i kierowała Kołem Oświatowym przy tym przedsiębiorstwie. W 1939 wyszła za mąż za mechanika Wacława Macierzewskiego. W czasie okupacji niemieckiej osiadła w Pruszkowie (1941), gdzie pozostała również po wojnie.
W latach 1946–1947 współtworzyła Wydział Kulturalno-Oświatowy Okręgowej Rady Związków Zawodowych w Warszawie, następnie skoncentrowała się na pracy literackiej. Debiutowała powieścią Dom przy ul. Stalowej 24 (1946). Współpracowała z Polskim Radiem (1949, 1958-1959). Od 1956 członek Związku Literatów Polskich, w latach 1956-1963 była przewodniczącą Koła Miłośników Książki przy Bibliotece Miejskiej w Pruszkowie. W 1969 została członkinią Mazowieckiego Towarzystwa Kultury i Towarzystwa Kulturalno-Naukowego miasta Pruszkowa; współpracowała z czasopismami „Mówi Pruszków” (wydawanym przez Towarzystwo Kulturalno-Naukowe) i „Głos Pruszkowa”. W 1988 otrzymała nagrodę jubileuszową ministra kultury i sztuki.

## Publikacje
- Dom przy ul. Stalowej 24 (powieść, 1946)
- Ludzie z Podwalnej (powieść, 1948)
- Grodzisko nad Bobrem (powieść historyczna, 2 tomy, 1960)
- Prawo miecza i bogowie (powieść historyczna, 1960)
- Czerwona wieża (powieść historyczna, 1963)
- Każdy idzie swoją drogą (powieść, 1966)
- Drogi wycięte mieczem (powieść historyczna, Wydawnictwo Śląsk, Katowice 1970)
- Tajemnica złotego pierścienia (powieść, 1971)
- Lednicki hufiec (powieść, 1978)